# Geographie Frankreichs

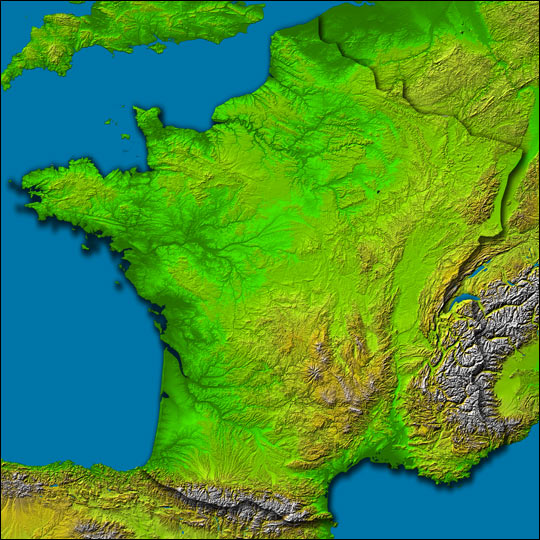
France métropolitaine

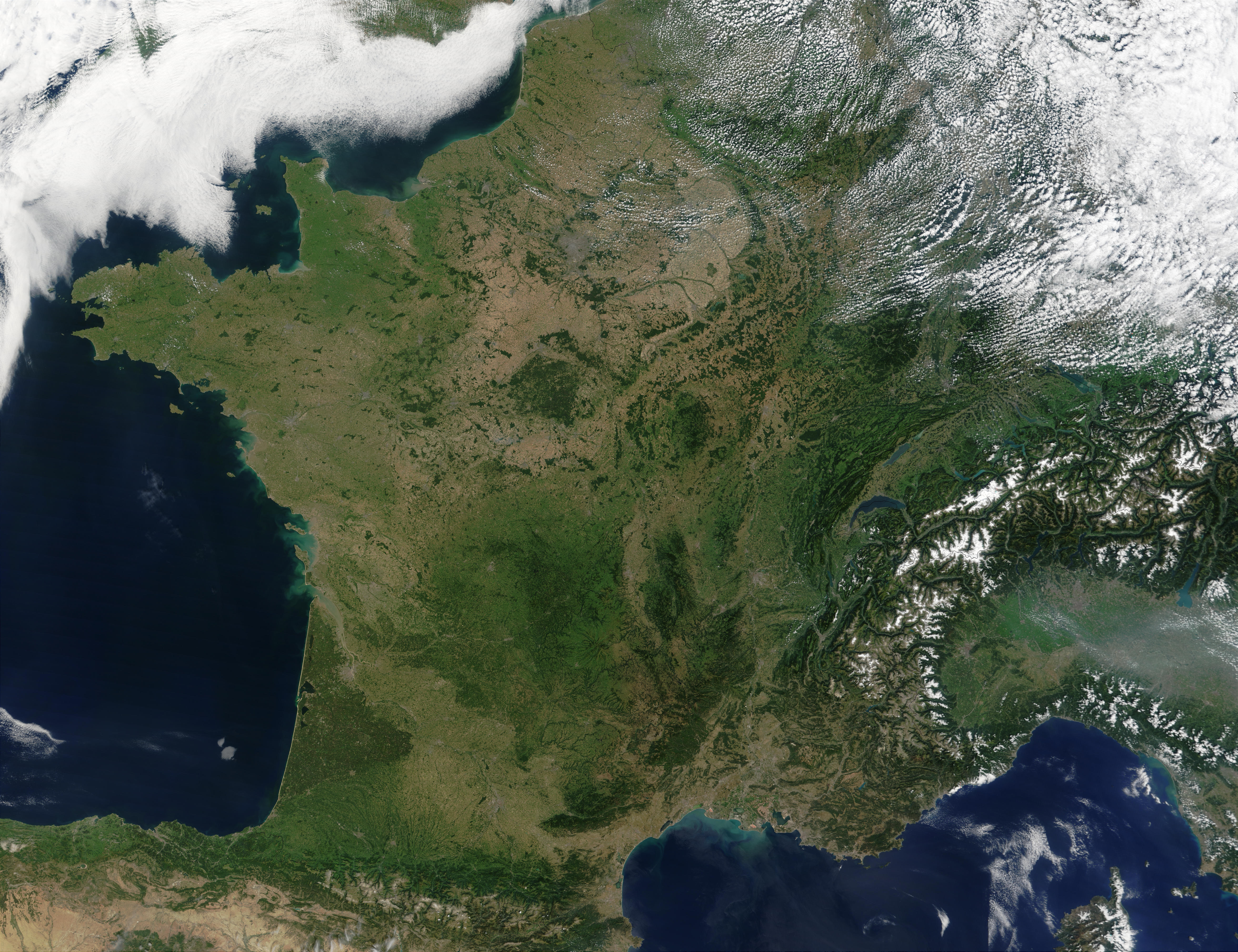
Satellitenfoto

Politische Karte von Frankreich

Als interkontinentaler Staat liegt Frankreich in mehreren Kontinenten.
Das France métropolitaine, das Mutterland, liegt in Westeuropa, grenzt an den Golf von Biscaya und den Ärmelkanal, liegt zwischen Belgien im Norden und Spanien, Andorra im Süden, südöstlich vom Vereinigten Königreich; grenzt im Südosten an das Mittelmeer und im Osten an Italien, die Schweiz, Deutschland und Luxemburg. Die Überseegebiete befinden sich in Südamerika (Französisch-Guayana), im Atlantischen, Pazifischen und im Indischen Ozean (jeweils diverse Gebiete) sowie in der Antarktis (Adélieland, Ansprüche ausgesetzt).

## Fläche
Für die Fläche Frankreichs in Europa, d. h. mit Korsika und den anderen in Europa gelegenen Inseln, aber ohne die Überseegebiete, werden unterschiedliche Zahlen angegeben: Das Statistische Amt Frankreichs Insee nennt einerseits (gerundet) 552.000 km², andererseits addiert es selbst die Fläche der Regionen nur auf (gerundet) 544.000 km², das deutsche Auswärtige Amt nennt mit der letzteren Zahl übereinstimmend 543.965 km², das Statistische Bundesamt hingegen für das gesamte französische Staatsgebiet 643.801 km², woraus durch Abzug von 88.000 km² für die Überseegebiete eine Fläche in Europa von (gerundet) 555.800 km² folgt.
Frankreich ist der flächenmäßig größte Staat Westeuropas und als interkontinentaler Staat mit Überseedepartements der zweitgrößte Staat Europas nach Russland.

## Landesgrenzen

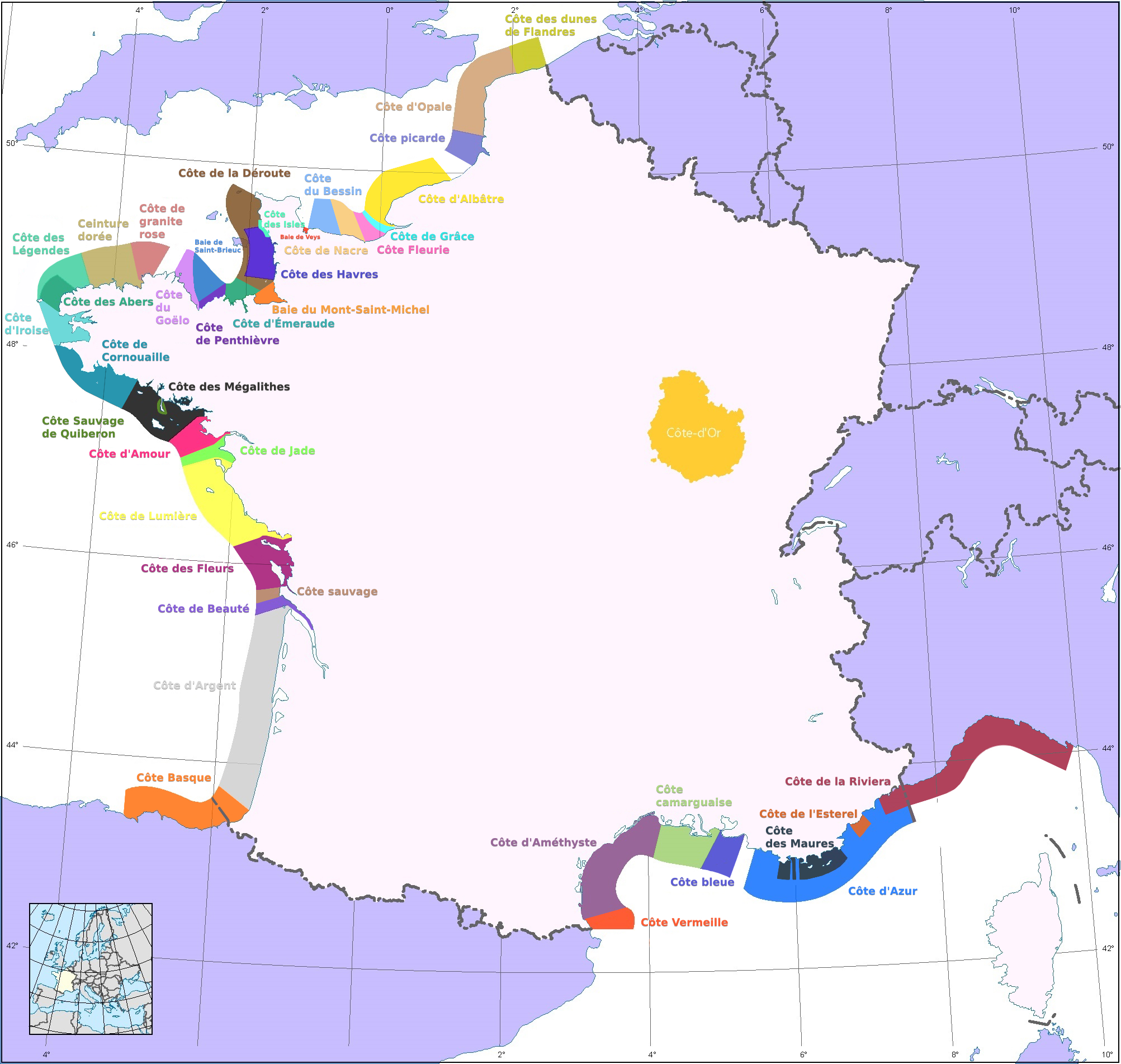
Küsten Frankreichs

Die Grenze zwischen Brasilien und Frankreich ist 673 Kilometer lang und die längste Landesgrenze Frankreichs. Innerhalb Europas ist die Grenze zu Spanien mit 623 Kilometern die längste Grenze.
Innerhalb Europas angrenzende Länder:
- Andorra 56,6 km (→ Grenze zwischen Andorra und Frankreich)
- Belgien 620 km (→ Grenze zwischen Belgien und Frankreich)
- Deutschland 451 km (→ Grenze zwischen Deutschland und Frankreich)
- Italien 488 km (→ Grenze zwischen Frankreich und Italien)
- Luxemburg 73 km (→ Grenze zwischen Frankreich und Luxemburg)
- Monaco 4,4 km (→ Grenze zwischen Frankreich und Monaco)
- Spanien 623 km (→ Grenze zwischen Frankreich und Spanien)
- Schweiz 573 km (→ Grenze zwischen Frankreich und der Schweiz)

Außerhalb Europas angrenzende Länder:
- Königreich der Niederlande (10 km im Collectivité d’outre-mer Saint-Martin auf der Insel Saint-Martin) (→ Grenze zwischen Frankreich und dem Königreich der Niederlande),
- Brasilien (673 km) (→ Grenze zwischen Brasilien und Frankreich) sowie
- Suriname (510 km) (→ Grenze zwischen Frankreich und Suriname) im Überseedépartement Französisch-Guayana in Südamerika.

Küstenlinie: 3427 km (métropolitaine), 378 km (Französisch-Guayana), 306 km (Guadeloupe), 350 km (Martinique), 207 km (Réunion)
Vgl. dazu die Liste der Hafenstädte in Frankreich mit gewerblich genutzten Häfen.

### Flüsse

Die wichtigsten Flüsse und Städte im französischen Mutterland

Die bedeutendsten Flüsse Frankreichs:
- Die Loire fließt nur durch Frankreich.
- Die Seine ist ebenfalls ein rein französischer Fluss. Nur eine kleine Fläche im Norden ihres Einzugsgebietes gehört zu Belgien.
- Die Garonne fließt 43 km durch Spanien, dann 529 km durch Frankreich und dann in den Atlantik.
- Die Rhone entspringt in der Schweiz, fließt durch den Genfersee, fließt 543 km durch Frankreich und mündet bei Marseille ins Mittelmeer.
- Der Rhein ist im Elsass auf einer Länge von 182 km der Grenzfluss zu Deutschland.
  - Die Meuse (Maas) entspringt in Frankreich. Sie erreicht nach 486 km (mehr als der Hälfte ihres Laufs) Belgien, fließt dann durch die Niederlande und mündet dort ins Rhein-Maas-Delta.
  - Die Mosel entspringt in den Vogesen und legt mehr als die Hälfte ihres Verlaufs in Frankreich zurück. Sie ist auf einer Länge von 26,5 km die Grenze zwischen Deutschland und Luxemburg, fließt dann durch Rheinland-Pfalz und mündet in Koblenz in den Mittelrhein.
- Die Escaut (Schelde) fließt von ihrer Quelle an 106 km durch Frankreich, dann über die Grenze zwischen Belgien und Frankreich und dann in die Nordsee.

Übersee
- In Französisch-Guayana fließen die Mana (462 km), der Oyapock (370 km) und der Maroni (182 km).

Diagramm
| Flüsse in Frankreich mit über 300 km Länge             | Flüsse in Frankreich mit über 300 km Länge | Flüsse in Frankreich mit über 300 km Länge | Flüsse in Frankreich mit über 300 km Länge | Flüsse in Frankreich mit über 300 km Länge |
| ------------------------------------------------------ | ------------------------------------------ | ------------------------------------------ | ------------------------------------------ | ------------------------------------------ |
| Name, Mündung                                          |                                            |                                            |                                            | Frankreich / gesamt                        |
| Rhein, Nordsee                                         | Rhein, Nordsee                             |                                            | 185 km / 1233 km                           | 185 km / 1233 km                           |
| Loire, Atlantik                                        | Loire, Atlantik                            |                                            | 1006 km / 1006 km                          | 1006 km / 1006 km                          |
| Maas, Hollands Diep                                    | Maas, Hollands Diep                        |                                            | 550 km / 925 km                            | 550 km / 925 km                            |
| Rhône, Mittelmeer                                      | Rhône, Mittelmeer                          |                                            | 545 km / 812 km                            | 545 km / 812 km                            |
| Seine, Ärmelkanal                                      | Seine, Ärmelkanal                          |                                            | 775 km / 775 km                            | 775 km / 775 km                            |
| Garonne, Gironde                                       | Garonne, Gironde                           |                                            | 529 km / 572 km                            | 529 km / 572 km                            |
| Mosel, Rhein                                           | Mosel, Rhein                               |                                            | 313 km / 544 km                            | 313 km / 544 km                            |
| Marne, Seine                                           | Marne, Seine                               |                                            | 514 km / 514 km                            | 514 km / 514 km                            |
| Lot, Garonne                                           | Lot, Garonne                               |                                            | 485 km / 485 km                            | 485 km / 485 km                            |
| Dordogne, Gironde                                      | Dordogne, Gironde                          |                                            | 483 km / 483 km                            | 483 km / 483 km                            |
| Saône, Rhône                                           | Saône, Rhône                               |                                            | 473 km / 473 km                            | 473 km / 473 km                            |
| Mana, Atlantik                                         | Mana, Atlantik                             |                                            | 462 km / 462 km                            | 462 km / 462 km                            |
| Doubs, Saône                                           | Doubs, Saône                               |                                            | 424 km / 453 km                            | 424 km / 453 km                            |
| Allier, Loire                                          | Allier, Loire                              |                                            | 421 km / 421 km                            | 421 km / 421 km                            |
| Charente, Atlantik                                     | Charente, Atlantik                         |                                            | 381 km / 381 km                            | 381 km / 381 km                            |
| Tarn, Garonne                                          | Tarn, Garonne                              |                                            | 380 km / 380 km                            | 380 km / 380 km                            |
| Oyapock, Atlantik                                      | Oyapock, Atlantik                          |                                            | 370 km / 370 km                            | 370 km / 370 km                            |
| Cher, Loire                                            | Cher, Loire                                |                                            | 365 km / 365 km                            | 365 km / 365 km                            |
| Vienne, Loire                                          | Vienne, Loire                              |                                            | 363 km / 363 km                            | 363 km / 363 km                            |
| Schelde, Nordsee                                       | Schelde, Nordsee                           |                                            | 104 km / 360 km                            | 104 km / 360 km                            |
| Aisne, Oise                                            | Aisne, Oise                                |                                            | 356 km / 356 km                            | 356 km / 356 km                            |
| Oise, Seine                                            | Oise, Seine                                |                                            | 341 km / 341 km                            | 341 km / 341 km                            |
| Durance, Rhône                                         | Durance, Rhône                             |                                            | 323 km / 323 km                            | 323 km / 323 km                            |
| Loir, Sarthe                                           | Loir, Sarthe                               |                                            | 319 km / 319 km                            | 319 km / 319 km                            |
| Sarthe, Maine                                          | Sarthe, Maine                              |                                            | 314 km / 314 km                            | 314 km / 314 km                            |
| Adour, Atlantik                                        | Adour, Atlantik                            |                                            | 308 km / 308 km                            | 308 km / 308 km                            |
| dunkelblau: Länge in Frankreich, hellblau: Gesamtlänge |                                            |                                            |                                            |                                            |

Siehe auch
- Liste der Flüsse in Frankreich, Kategorie:Fluss in Frankreich, Liste der französischen Mittelmeerzuflüsse (mit Nebenflüssen)

## Geografie des France métropolitaine

### Klima
Das europäische Mutterland, wegen seiner sechseckigen Form auch als Hexagone bezeichnet, liegt zum größten Teil in der gemäßigten Klimazone; der Südosten unterliegt dem Mittelmeerklima. Während dort milde, regenreiche Winter und heiße, trockene Sommer herrschen, ist das Klima im größten Teil von Frankreich abhängig von Lage und Relief. Insgesamt ist das französische Klima fast überall relativ mild. Die Jahresdurchschnittstemperatur liegt zwischen 10 °C (Norden, Lothringen, Jura, in den Alpen auch darunter) und 16 °C (Mittelmeerküste, auf Korsika auch darüber). Die Niederschläge unterschreiten im Pariser Becken und an einigen Küstenstreifen des Mittelmeeres 600 Millimeter, der trockenste Ort ist Colmar im Elsass mit unter 600 Millimetern. Sonst liegen die Werte größtenteils zwischen 700 und 1000 Millimetern. An den Westseiten (Luvseiten) der Gebirge werden sie teils deutlich überschritten (über 1500 mm in Alpen, Cevennen, Jura, Vogesen). Diese Niederschläge können sehr unterschiedlich verteilt sein. Unter 60 Regentage im Rhonedelta stehen in deutlichem Gegensatz zu über 200 Tagen in der Orne (Normandie). Die Sonnenscheindauer ist der Klimazone entsprechend im Mittelmeerraum am höchsten, gefolgt von der Atlantikküste. Die wenigsten Sonnenstunden bezieht ein breiter Streifen von der Bretagne bis zu den nördlichen Vogesen. Auch Paris zählt viele trübe Tage.
Klimatisch gesehen lassen sich folgende Großräume unterscheiden:
Der Nordwesten, insbesondere Normandie und Bretagne, ist ozeanisch bis sehr ozeanisch geprägt. Die Niederschlagsmengen erreichen hier in den meisten Gegenden Höhen von 1000 mm und – vor allem an der Küste und an den Wetterseiten der Hügelländer – mehr. Es herrschen Westwinde vor; die Winter sind mild und oft schneefrei. Die Sommer sind relativ kühl und feucht.
Der Nordosten weist wesentlich kontinentalere Züge auf. Insbesondere in den rauen Klimaten von Lothringen und der Vogesen können die Winter sehr kalt werden, wobei die Hochflächen (z. B. die Hochebene von Langres) besonders benachteiligt sind. Die Flusstäler von Rhein und Mosel eignen sich dagegen bereits zum Weinbau.
Zentralfrankreich mit dem Pariser Becken und dem Loiretal ist insgesamt relativ niederschlagsarm. In Bezug auf Sonnenstunden und Durchschnittstemperatur liegt die Region im Mittel, es können aber durchaus extreme Wetterlagen auftreten. Die Hitzewelle in Europa 2003 war gerade hier besonders ausgeprägt, weil über dem weiten, ebenen Land keine mäßigenden Wirkungen durch Winde oder Wasser möglich waren. In Auxerre hielt sich z. B. die Tageshöchsttemperatur acht Tage oberhalb von 40 °C. Insgesamt sind die Unterschiede zwischen Sommer- und Wintertemperaturen aber noch deutlich geringer als etwa in Osteuropa; nur dort herrscht Kontinentalklima. Deutlich kühler und feuchter ist das Klima im Zentralmassiv, das bis auf 1800 Meter ansteigen kann.
Im Südwesten herrscht Atlantikklima vor, das insgesamt feucht, aber bereits relativ warm und sonnig ist. Niederschlagsmaxima sind insbesondere in der Nähe der Pyrenäen zu finden. Nach der Klassifikation von Ernst Neef heißt das Klima an der Atlantikküste „maritimes Westseitenklima“ und gehört zur gemäßigten Klimazone; durch den Einfluss des Azorenhochs ist allerdings dort der Sommer relativ trocken; das Niederschlagsmaximum liegt im Herbst oder Winter.
Der Mittelmeerraum im Südosten liegt bereits im Winterregenklima, so dass hier schon eine andere Pflanzenwelt vorherrscht (Garrigue, sommertrockener Wald). Im Sommer können Dürren und Waldbrände auftreten. Abkühlung verschafft dort besonders im Einzugsbereich der Rhône der Mistral, ein gelegentlich starker, kalter, trockener nordnordwestlicher Wind, der auch die Waldbrände anfachen kann.
Hochgebirgsklima herrscht naturgemäß in den höheren Lagen der französischen Alpen und der Pyrenäen.

Klimadiagramme
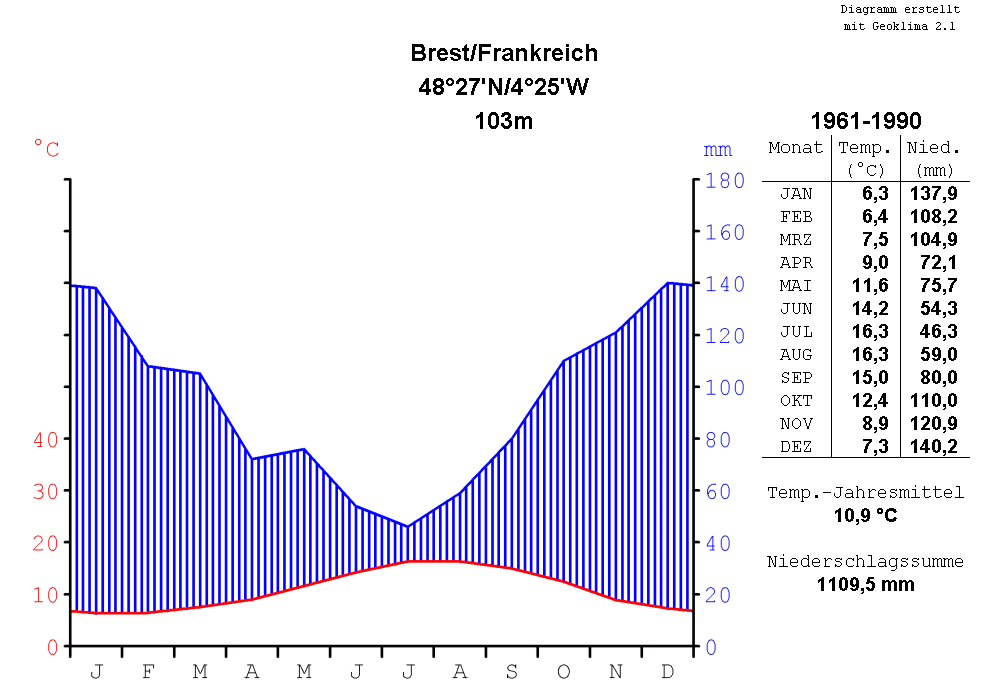
Brest
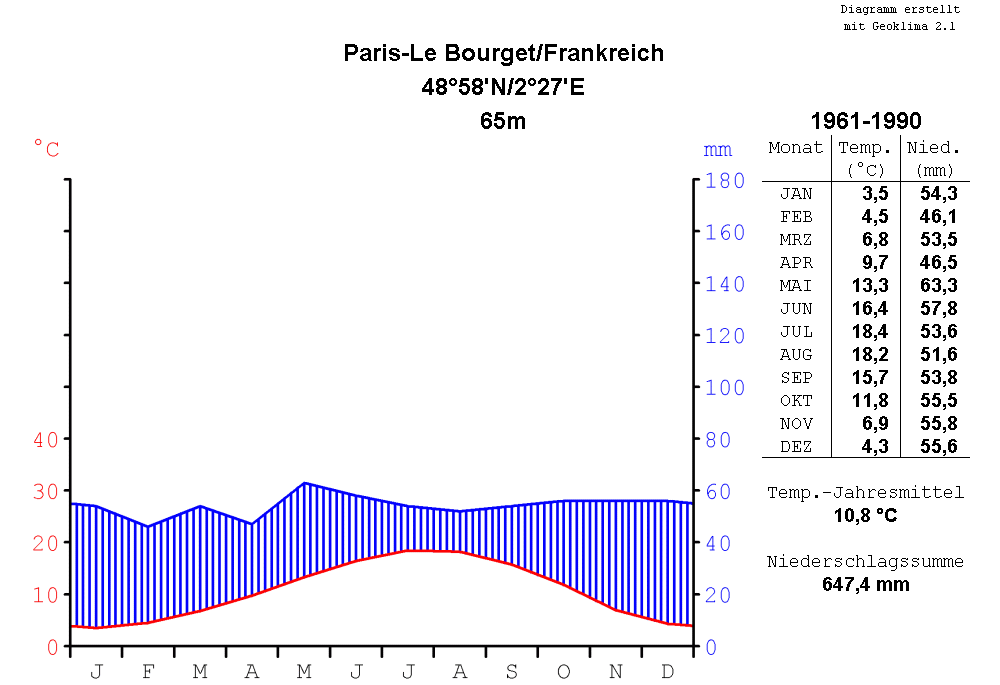
Paris
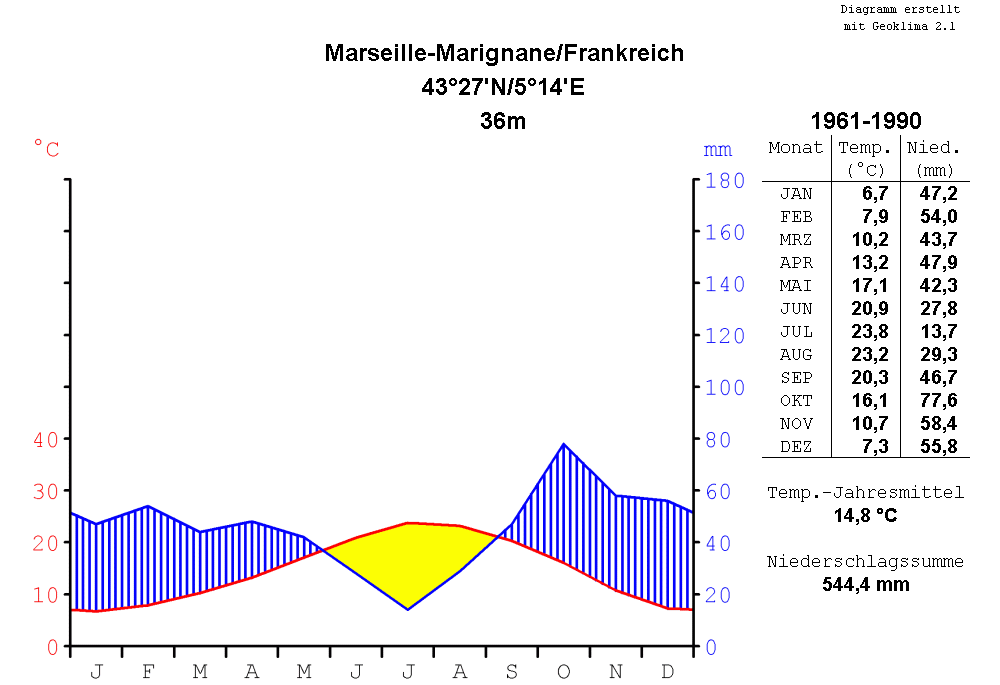
Marseille

### Relief
Frankreichs Landschaftsbild prägen überwiegend flache Ebenen oder sanfte Hügel im Norden und Westen. Der Rest ist gebirgig, insbesondere die Pyrenäen im Südwesten, das Zentralmassiv und die Alpen im Südosten.

### Höhenextreme
- tiefster Punkt: Les Moëres (bei Dunkerque) -4 m
- höchster Punkt: Mont Blanc 4805 m (Stand 2023)

### Natürliche Ressourcen
Kohle, Eisenerz, Bauxit, Zink, Kaliumkarbonat, Nickel

### Landnutzung

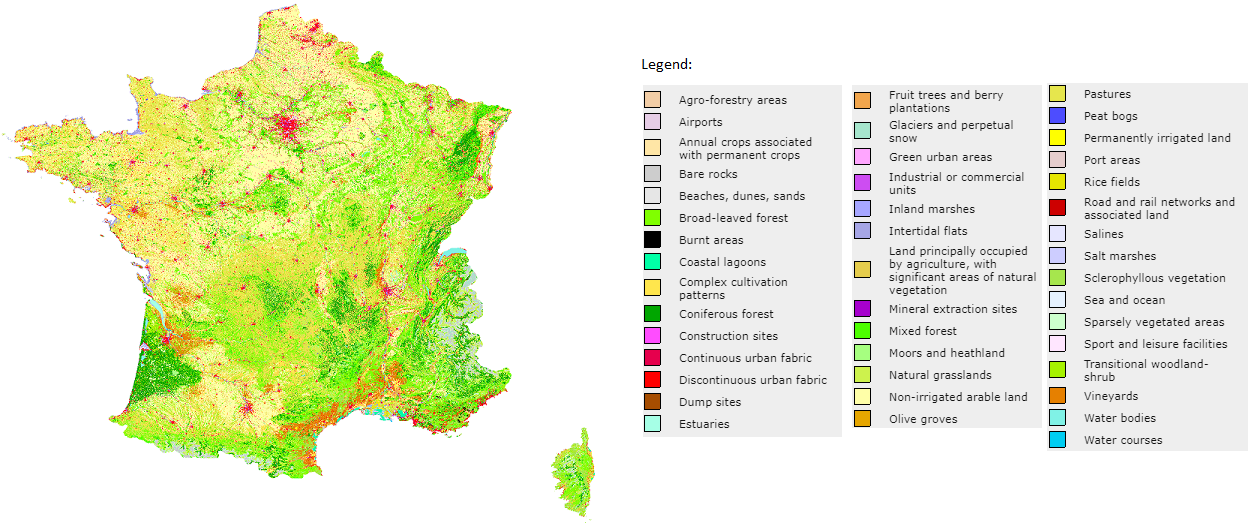
Landnutzung in Frankreich
(Datengrundlage CORINE Land Cover 2006; urbane Siedlungsgebiete in rot). Gut zu erkennen ist der Großraum Paris.

| landwirtschaftliche Nutzfläche                | 56,4 % |
| Wälder                                        | 27,7 % |
| Naturschutzgebiete und nicht genutzte Flächen | 7,8 %  |
| Siedlungs- und Verkehrsflächen                | 8,1 %  |

Bewässertes Land:
16.300 km² (Schätzung 1995)

### Umweltprobleme
Eines der gewichtigsten Probleme ist die Wasserverschmutzung, welche zu einem kleinen Teil durch urbane Abwässer verursacht wird. Einen wesentlich größeren Beitrag zur Verschmutzung, insbesondere mit Nitrat, leistet allerdings Überdüngung in landwirtschaftlich sehr intensiv genutzten Gebieten. So kann z. B. in der Bretagne, aber auch an einzelnen Messstellen im Elsass ein erhöhter Nitratwert in Wasserkörpern festgestellt werden, der teilweise sogar den EU-Grenzwert von 50 mg/l überschreitet. Solche Probleme entstehen ebenfalls in Regionen mit geringer Wasserverfügbarkeit, z. B. dem südlichen Zentralmassiv. 
Der Küstenschutz ist ein wichtiges Thema. 

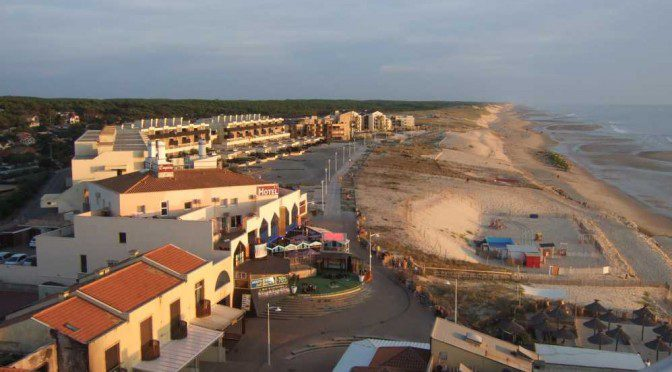
Küsten-Erosion in Lacanau Océan im September 2014

Luftverschmutzung durch Industrie und Verkehr (Ozonbelastung bei starkem Sonnenschein) stellt ein weiteres Problem dar, (einige) Wälder sind vom sauren Regen geschädigt, doch ist dieses Problem nicht so stark zum Tragen gekommen wie in Mittel- oder Nordeuropa. Allerdings sind die Folgen von Emissionen der Energiegewinnung nicht so deutlich wegen des hohen Kernenergieanteils in der französischen Stromproduktion. Hieraus ergeben sich jedoch wieder verstärkt – insbesondere weil Frankreich auch noch als ein europäisches Zentrum der Atomindustrie fungiert – die üblichen Probleme der schwer zu erfassenden Folgen der Niedrigstrahlung und der ungelösten Endlagerung. Besonders deutlich wird dieses Problem im Falle der französischen Anlage zur Aufbereitung von Kernbrennstäben in La Hague in der Normandie. Die Umweltdebatte in Frankreich macht sich immer wieder an symbolischen Großprojekten fest – nach dem (neben den anderen Kernkraftwerken) Brutreaktor in Creys-Malville in den 1970er Jahren, war dies in den 1980er Jahren das (gestoppte) Projekt eines Stausees an der oberen Loire (Serre de la Fare) und in den 1990er Jahren zunächst der Bau eines Tunnels unter den Pyrenäen (Tunnel du Somport, Vallée d’Aspe) und ein Projekt zur Verbindung von Rhein und Rhone durch einen großen Kanal. Im neuen Jahrtausend kam die Erforschung einer Endlagerstätte für Atommüll in Tiefengestein in Bure in Südlothringen hinzu.